# Control de fronteres
Un control fronterer, també conegut com a control duaner o control de duanes, és un control adoptat per un país per vigilar o regular les seves fronteres. Els encarregats d'aquests controls se'ls anomena agents duaners, autoritats o guàrdies de fronteres. S'estableixen controls fronterers per controlar el moviment de persones, animals i mercaderies que entren i surten d'un país. Cada país té les seves pròpies normes de control de fronteres però sovint en aquests controls s'ha de mostrar els documents que acrediten la procedència, visats, documents d'informació identificativa de la persona, entre altres documents acreditatius. Amb els documents presentats, els agents del control de duanes tenen la funció de comprovar la veracitat de la informació presentada per tal de veure'n la validesa i si compleixen les condicions per a poder travessar la frontera.

## Funcions
Aquests controls de duanes es realitzen per dur a terme diverses funcions entre les quals destaquen:
- Regulació de la immigració (tant legal com il·legal).[7]
- Controlar la circulació dels ciutadans.
- Executar les funcions duaneres pel que fa a: 
  - Recaptar impostos especials.[8]
  - Prevenir el contraban de drogues, armes, espècies en perill d'extinció, éssers humans i altres materials il·legals o perillosos.[9]
  - Impedir que delinqüents buscats viatgin a l'estranger.[10]
  - Controlar la propagació de malalties humanes o animals (vegeu quarantena).[11]

## Controls en la Unió Europea
La normativa de control de duanes és similar a la majoria de països de la Unió Europea i apliquen les mateixes normes duaneres als ciutadans extracomunitaris que arriben a la Unió Europea. També existeixen controls de fronteres compartits. En la Unió Europea funcionen, en 25 països, controls compartits.